# Балтян Павло Володимирович
Павло́ Володи́мирович Балтя́н (1994—2023) — український військовослужбовець, сержант Збройних Сил України, учасник російсько-української війни, що відзначився і загинув у ході російського вторгнення в Україну. Герой України (2025, посмертно).

## Життєпис
Народився 8 серпня 1994 року в м. Кодима Подільського району Одеської області. У 2013 році закінчив Вінницький центр професійно-технічної освіти № 1, здобув фахи ювеліра-монтувальника, ювеліра-закріпника. У 2015—2017 роках проходив строкову військову службу у Подільському прикордонному загоні. У 2017—2019 роках працював у поліції. У 2022-му вступив на історичний факультет Уманського державного педагогічного університету імені П.Тичини.
З 2020 року служив за контрактом у лавах ЗСУ. Виконував бойові завдання в ході ООС в районі міста Світлодарськ на Донеччині. Проходив службу в 9-му окремому мотопіхотному батальйоні «Вінниця», що у складі 59-ої окремої мотопіхотної бригади імені Якова Гандзюка.
Під час повномасштабного вторгнення обіймав посаду командира гранатометного відділення протитанкового взводу роти вогневої підтримки. 24 лютого 2022 року зі своїм підрозділом висунувся в бік Криму, де неодноразово вступав в бій із переважаючими силами противника, стримуючи просування по трасі Крим — Херсон. За ці бойові дії був нагороджений орденом «За мужність» III ступеня.
Загинув 27 лютого 2023 року поблизу селища Невельське на Донеччині. Під час штурмових дій викликав ворожий вогонь на себе. Будучи пораненим, вів далі бій, чим дав змогу побратимам захопити позицію противника.
Похований на Алеї Слави в м. Кодима на Одещині.
Залишилися батьки, дружина і син.
13 червня 2025 року Президент України Володимир Зеленський передав ордени «Золота Зірка» рідним загиблих Героїв, які удостоєні цього звання посмертно, серед яких Павло Балтян. Під час заходу повідомлялося, що сержант Балтян «захищав Україну на Херсонщині, Запоріжжі, Миколаївщині та Донеччині. Командував протитанковим резервом, відбиттям атаки ворожої ДРГ, організовував кругову оборону та особисто знищив понад 25 окупантів і сім одиниць їхньої техніки. Неодноразово під обстрілами евакуював поранених побратимів. 27 лютого 2023 року Павло Балтян зазнав несумісного з життям поранення в бою, але завдяки його діям підлеглі змогли зачистити ворожу позицію та закріпитися».

## Нагороди
- Звання Герой України з удостоєнням ордена «Золота Зірка» (20 січня 2025, посмертно) — за особисту мужність і героїзм, виявлені у захисті державного суверенітету та територіальної цілісності України, самовіддане служіння Українському народові[4].
- Орден «За мужність» ІІІ ступеня (19 березня 2022) — за особисту мужність і самовіддані дії, виявлені у захисті державного суверенітету та територіальної цілісності України, вірність військовій присязі[5].